# Kill Me
Kill Me (킬 미?), noto anche con il titolo internazionale Kiss Me, Kill Me, è un film del 2009 scritto e diretto da Yang Jong-hyun.

## Trama
Dopo una delusione d'amore, Jin-yeong assolda il sicario Hyeon-jun per ucciderla; quest'ultimo, commosso dalla situazione, decide però di non uccidere la ragazza e anzi le propone di frequentarsi.